# 特別統治主義
特別統治主義為殖民主義中關於殖民地統治方針的一種理論，其內容是指將新附領土（即殖民地）視為一個不同於本國的特殊地區，落實於實際政策上即表現為尊重殖民地舊慣，不刻意對該地區人採取同化政策。該主義主張，對殖民地人民統治需實施與本國不同的法律，並採取獨立特殊方式統治。該主義的相對名詞為內地延長主義。
特別統治主義是標準的英國型態殖民統治政策，也影響英國的殖民統治政策。在亞洲，朝鮮日治時期與台灣日治時期前半段為該主義的實踐場所。在此主義影響下，殖民地總督通常握有絕對權力實施接近獨裁的殖民地統治。

## 範例

### 日本
台灣日治時期的台灣總督，早期為台灣境內的最高軍政首腦，擁有獨立的軍政大權；而《六三法》則賦予了台灣總督有在境內至高無上的權力，故被當時的台灣人戲稱為「土皇帝」。在兒玉源太郎時期，民政長官後藤新平創立「台灣銀行」，並發行僅在台灣境內通行的台幣，而台銀的創立也保障了台灣當地的財稅獨立。
後來隨著「皇民化政策」的推行，日本政府也實施「內地延長主義」，加上早年的武官總督的高壓統治無法撲滅台灣人的反日情緒，日本就改變策略，將台灣正式當作日本本土的延伸，並將日本內地的制度移植到台灣境內實施，希望能用宣傳與潛移默化的方式將台灣人改造為效忠日本的「皇民」。
第二次世界大戰結束後，日治台灣末代總督安藤利吉向接管台灣境內一切權力的國民政府投降，而國府當局在台灣成立了「台灣省行政長官公署」，並任命陳儀為行政長官；當時台灣行政長官公署實施著跟當時國府控制下的中國大陸不同的制度，自成一格。由於台灣行政長官公署在台灣境內仍保有至高無上的權力，故被當時的台灣人認為是「總督府復辟」。後來隨著二二八事件的發生，陳儀因「通匪罪」被蔣介石下令處決；但在渡江戰役後，國民政府完全失去中國大陸的控制權，蔣介石遂率領部眾撤退來台灣，並以「復行視事」的名義在政府所在地台北市重新履行總統職權，此後中華民國總統為台灣地區境內的最高領袖，擁有行政權的國家元首。

### 美国
某些美國海外屬地，如波多黎各、美屬薩摩亞、美屬維京群島、關島、塞班島、華盛頓哥倫比亞特區（華府）等等，由於並不屬於任何一州，也沒有美國國會議員席位，除華府以外不能參與美國總統選舉。雖然海外屬地擁有自己的法律，與獨立的財稅制度，總督及自治議會選舉也與美國其他州和州議會無異（波多黎各總督相當於美國的州長，亦設有參議院和眾議院），這些海外屬地實際上由美國聯邦政府直轄，而財稅與軍政方面皆由聯邦政府統一發號施令。不少生育旅行在美國海外屬地誕下嬰兒，從而取得綠卡和美國公民身份。